# Edmund-Plambeck-Stadion
Das Edmund-Plambeck-Stadion (bis 1985: Stadion Ochsenzoller Straße) ist ein Fußballstadion in der unmittelbar nördlich von Hamburg gelegenen Stadt Norderstedt in Schleswig-Holstein. 

## Geschichte
Die Anlage wurde am 31. August 1975 im Rahmen des 30-jährigen Vereinsjubiläums mit einem Freundschaftsspiel vor 3500 Zuschauern gegen den Bundesligaverein Werder Bremen (3:15) eingeweiht. Benannt ist das Stadion nach dem langjährigen 1. Vorsitzenden und späteren Ehrenpräsidenten des 1. SC Norderstedt, Edmund Plambeck.
Der Zugang zum Stadion befindet sich an der Ochsenzoller Straße gegenüber der Hauptzufahrt vom Evangelischen Friedhof Garstedt. Der Gästeeingang befindet sich in der Straße Scharpenmoor; er wird jedoch nur bei Spielen mit hohem erwarteten Zuschauerandrang geöffnet.
Das Stadion wird vom Fußballverein Eintracht Norderstedt, dem fußballerischen Nachfolgeverein des 1. SC Norderstedt, und der zweiten Mannschaft des FC St. Pauli genutzt, die derzeit beide in der Regionalliga Nord antreten. Außerdem spielte von 2008 bis 2013 die zweite Mannschaft des Hamburger SV in diesem Stadion.

## Kapazität
Das Stadion bietet insgesamt 5068 Zuschauern Platz. Diese verteilen sich wie folgt: Auf der Haupttribüne (Block A) befinden sich 1471 überdachte Plätze, davon 1320 Sitzplätze und 151 Stehplätze. Auf der unüberdachten Gegengeraden (Block C) befinden sich 2263 Stehplätze. Auf der Stehtribüne Block B finden 600 Zuschauer Platz, weitere 240 auf einer Freifläche zwischen den Blocks A und B. Die Stehtribüne Block D ist den Gästefans vorbehalten. Dort befinden sich 474 Stehplätze. Bei einer größeren Anzahl von Gästefans werden diese auch auf Teilen der Gegengeraden untergebracht. Von den 5068 Plätzen sind also 1320 überdachte Sitzplätze und 151 überdachte Stehplätze sowie 3597 unüberdachte Stehplätze.
Das Stadion ist Teil eines Sportkomplexes mit drei weiteren Kunstrasenplätzen, auf welchen die Jugendmannschaften sowie die zweite Mannschaft von Eintracht Norderstedt spielen.

## Länderspiele von Nachwuchsnationalmannschaften
Zudem finden im Stadion gelegentlich Länderspiele von Nachwuchsnationalmannschaften statt:
- U20
  - 01. Nov. 2005:  Deutschland –  Litauen 3:0 – Tore: Michael Delura, Mustafa Kučuković, Sahr Senesie – Zuschauer: 3.100
  - 09. Okt. 2017:  Deutschland –  Schweiz 2:1 – Tore: Eduard Löwen, Görkem Sağlam / Neftali Manzambi – Zuschauer: 1.200
  - 10. Okt. 2019:  Deutschland –  Polen 3:4 – Tore: Manuel Wintzheimer (2), John Yeboah / Tomasz Makowski, Marcel Zylla, Dawid Kurminowski, Łukasz Poręba – Zuschauer: 2.112
  - 03. Sep. 2020:  Deutschland –  Dänemark 1:2 – Tore: Jamie Leweling / Oliver Sørensen, Mohamed Daramy – Zuschauer: Unter Ausschluss der Öffentlichkeit (wegen der COVID-19-Pandemie)

- U18
  - 20. Nov. 2008:  Deutschland –  Litauen 1:1 – Tore: Pascal Groß / Arminas Vaskela – Zuschauer: 1.750
  - 11. Sep. 2013:  Deutschland –  Niederlande 2:2 – Tore: Philipp Ochs, Alessandro Fiore-Tapia / Calvin Verdonk, Steven Bergwijn – Zuschauer: 1.135

- U17
  - 13. Sep. 2013:  Niederlande –  Israel 3:2 – Zuschauer: 304